# Alberto Mandarini
Alberto Mandarini (* 1966 in Trino Vercellese) ist ein italienischer Jazz-Trompeter, Flügelhornist und Komponist.

## Leben und Wirken
Alberto Mandarini wurde in den 1980er und 1990er Jahren in der italienischen Jazzszene durch seine Mitwirkung in den Bands von Enrico Fazio und Giancarlo Schiaffini bekannt; des Weiteren spielte er in der Formation Enten Eller („Trait D’Union“, 1997), dem Italian Instabile Orchestra, dem Proxima Centauri Orchestra von Giorgio Gaslini und dessen Bigbandproduktionen „Masks“ 1990/91, „Mister O“ 1996 und „Enigma“ 2001. Außerdem bildete er 1994 mit Guido Mazzon das Trumpet ‘Buzz’ Trio, mit Carlo Actis Dato und Lauro Rossi das Brasserie Trio. Von 1995 bis 2004 spielte er in der Begleitband von Paolo Conte, 1996 mit dem Phoebus Ensemble. Von 1997 bis 1999 war er künstlerischer Leiter der Hasta Big Band. Im Jahr 2001 gründete er ein Quintett unter eigenem Namen mit Umberto Petrin, Giovanni Meier und U. T. Gandhi. Im Jahr 2000 spielte er im Orchester von Giorgio Occhipinti, 2002 wurde er Mitglied im Rara Jazz Quintett. Im Piemont hält Mandarini Kurse in verschiedenen Kultureinrichtungen und spielte im Sinfonischen Orchester des Senders RAI in Turin und diversen Kammerorchestern. Außerdem arbeitete Mandarini im Laufe seiner Karriere mit vielen internationalen Musikern zusammen, wie Elton Dean, Tim Berne, Tony Scott, Maria Schneider, Charlie Mariano und Cecil Taylor.

## Diskographische Hinweise
- Alberto Mandarini / Phoebus Quartet + Strings: Love Songs (mit Gianluigi Trovesi)
- Brasserie Trio: Musique Mechanique (Leo Records, 1999)
- Enrico Fazio: Euphoria! (1989)
- Italien Instabile Orchestra: Skies of Europe (ECM, 1994)
- Italien Instabile Orchestra: Litania Sibilante (Enja, 1996)
- Guido Mazuon/Alberto Mandarini: Trumpet 'Buzz'Trio (Splasc(h), 1994)
- Alberto Mandarini Phœbus Ensemble: Rome-Istambul (2024)